# I Malavoglia
I Malavoglia è il romanzo più conosciuto dello scrittore Giovanni Verga, pubblicato a Milano dall'editore Treves nel 1881. È una delle letture più diffuse e indicate nei programmi di letteratura italiana all'interno del sistema scolastico italiano. Fa parte del ciclo dei Vinti.

## Descrizione riassuntiva
Il romanzo narra la storia di una famiglia di pescatori che vive e lavora ad Aci Trezza, un piccolo paese siciliano nei pressi di Catania. Ha un'impostazione corale e rappresenta personaggi uniti dalla stessa cultura ma divisi dalle loro diverse scelte di vita, soverchiate comunque da un destino tragico ed inevitabile.
Lo scrittore adotta la tecnica dell'impersonalità, riproducendo alcune caratteristiche del dialetto e adattandosi quanto più possibile al punto di vista dei differenti personaggi, rinunciando così all'abituale mediazione del narratore.
L'opera va inserita nel Ciclo dei Vinti, insieme a Mastro-don Gesualdo e a La duchessa de Leyra, opere che affrontano il tema del progresso visto dal punto di vista degli "sconfitti" della società. La Duchessa de Leyra rimase solo abbozzato, mentre gli altri due romanzi previsti nel Ciclo (L'Onorevole Scipioni e L'uomo di lusso) non vennero neppure iniziati.

## Il linguaggio
Lo stesso Verga nella lettera al Farina propone «non un racconto, ma l’abbozzo di un racconto, un documento umano» rivolto a «tutti coloro che studiano nel gran libro del cuore». Nella sua introduzione al romanzo del 1881 l'autore scrive che «per la sottile influenza che esercita sui caratteri l'educazione, il linguaggio tende ad individualizzarsi». In base a ciò Leone Piccioni commenta che alle origini il linguaggio è «corale ampio, cui tutti partecipano senza quelle tali differenziazioni». A proposito dell'impersonalità, l'interpretazione di Benedetto Croce mostra «come di fatto l'arte sia sempre personale e come, nel caso specifico, anche il Verga abbia una sua personalità, che è "fatta di bontà e malinconia"».

## Trama
Nel paese di Aci Trezza, nel catanese, vive la laboriosa famiglia di pescatori Toscano, soprannominata Malavoglia per antifrasi secondo la tradizione della 'ngiuria (una particolare forma di appellativo). Il patriarca della famiglia è l'anziano Padron 'Ntoni, vedovo, che si esprime spesso per mezzo di proverbi. Con lui, nella "Casa del Nespolo", vivono il figlio Bastiano, detto Bastianazzo, sua moglie Maruzza, detta la Longa ed i loro cinque figli, in ordine di età: 'Ntoni, Luca, Filomena detta Mena o Sant'Agata, Alessio detto Alessi e Rosalia detta Lia. Il loro principale mezzo di sostentamento è la "Provvidenza", nome dato all'imbarcazione che utilizzano per la pesca. Grazie alla loro casa e alla barca, i Malavoglia conducono una vita semplice ma dignitosa.
Nel 1863 'Ntoni, il maggiore dei figli, parte per la leva militare. È la prima volta che un membro della famiglia parte per la leva nell'esercito del Regno d'Italia e questo evento (che rappresenta simbolicamente l'irruzione del mondo moderno in quello rurale della Sicilia contemporanea) segna l'inizio della rovina dei Malavoglia. Viene infatti a mancare un lavorante, proprio durante una cattiva annata per la pesca e al momento di provvedere alla dote di Mena, giunta all’età da matrimonio. Padron 'Ntoni tenta allora un affare, comprando a credito una grossa partita di lupini, peraltro avariati, dal compaesano usuraio zio Crocifisso, affidando poi il carico a Bastianazzo affinché si rechi con la Provvidenza a Riposto per venderlo. Durante il viaggio in mare però Bastianazzo e il suo garzone muoiono e i lupini vanno persi, a causa di un naufragio. I Malavoglia si ritrovano così con una triplice disgrazia: è morto il padre, principale fonte di sostentamento della famiglia, la Provvidenza va riparata e zio Crocifisso pretende di essere pagato. Padron ‘Ntoni si consulta al riguardo con l’avvocato Scipioni, il quale consiglia di non pagare il debito, non essendo mai stato un atto ufficiale. I Malavoglia però, rimanendo vincolati alla loro storia di uomini d’onore, decidono di pagare comunque, cercando di prendere tempo. Per offrire una garanzia, Maruzza rinuncia ai suoi diritti sulla Casa del Nespolo, che era un bene relativo alla sua dote e quindi intoccabile per le leggi del tempo. Essendo morto suo padre, 'Ntoni ha la possibilità di tornare dal servizio militare, che svolge a Napoli, dove è stato a contatto con la modernità. Non sopportando i disagi della leva, torna immediatamente, consapevole del fatto che, se fosse rimasto per altri sei mesi, suo fratello Luca ne sarebbe stato esonerato. 'Ntoni fatica però anche a riadattarsi alla dura vita di pescatore, dando scarso sostegno al nucleo familiare.
La Provvidenza viene riparata e, seppur di ridotte dimensioni, ritorna operativa, ma presto sopraggiungono altre sciagure. Luca, partito a sua volta per il servizio militare, muore nella battaglia di Lissa (1866). Per costringere i Malavoglia a pagare il debito, zio Crocifisso finge di averlo venduto al sensale Piedipapera, il quale sostiene di non poter più tirare avanti senza quel denaro. La famiglia è quindi costretta a lasciare l'amata Casa del Nespolo e a trasferirsi in una casa in affitto. Questo fa sfumare il matrimonio tra Mena e Brasi Cipolla, figlio del ricco del villaggio, del quale lei non era però mai stata innamorata, preferendogli l'umile carrettiere Alfio Mosca. Anche Barbara Zuppidda, la fidanzata di 'Ntoni, gli volta le spalle. Nonostante i grandi sacrifici per cercare di accumulare denaro e ricomprare la Casa del Nespolo, la reputazione e l'onore della famiglia peggiorano fino a raggiungere livelli umilianti. Un nuovo naufragio della Provvidenza porta Padron 'Ntoni ad un passo dalla morte; Maruzza muore invece di colera. 'Ntoni, stanco di lavorare senza ottenere risultati, se ne va dal paese per tentare di fare fortuna altrove, avendo sentito dei forestieri parlare di una nuova società dove c'erano persone non più costrette a lavorare. Ritorna però qualche tempo dopo in pessime condizioni e perde ogni desiderio di lavorare, dandosi all'ozio e all'alcolismo.
La partenza di 'Ntoni costringe nel frattempo la famiglia a vendere la Provvidenza e a lavorare a giornata. La padrona dell'osteria Santuzza, già corteggiata dal poliziotto don Michele, si invaghisce di 'Ntoni, che intanto entra nel giro del contrabbando, mantenendolo gratuitamente all'interno del suo locale. La condotta di 'Ntoni e le lamentele del padre la convincono però a distogliere le sue aspirazioni dal ragazzo e a richiamare don Michele all'osteria. Ciò determina una contesa tra i due pretendenti, al culmine della quale 'Ntoni accoltella al petto don Michele durante una retata anti-contrabbando, venendo poi arrestato. Padron 'Ntoni sacrifica i soldi faticosamente risparmiati per fornirgli una difesa al processo e 'Ntoni viene condannato a 5 anni di carcere, evitando una pena più lunga per motivi "d'onore". L'avvocato Scipioni lascia infatti intendere che la rissa fosse scoppiata perché 'Ntoni voleva difendere la reputazione della sorella Lia, che don Michele aveva corteggiato e lei aveva respinto. Padron 'Ntoni però, sentendo le voci circa la relazione tra don Michele e Lia, sviene esanime. Dopo tante disgrazie, il salmodiare di Padron 'Ntoni, ormai molto anziano, si fa sconnesso e i suoi proverbi iniziano a venire pronunciati senza cognizione di causa. Non essendo più in grado di lavorare e un onere per i nipoti, decide di farsi ricoverare in ospedale. Intanto Lia, vittima delle malelingue e del disonore, lascia il paese per non tornarvi più e finisce a prostituirsi a Catania.
Infine Alessi, l'ultimo dei figli, continuando a fare il pescatore, riesce a ricomprare la Casa del Nespolo, dove si trasferisce con Nunziata, una laboriosa ragazza che ha nel frattempo sposato. Mena rinuncia a sposarsi con Alfio Mosca a causa della vergognosa situazione della sorella Lia e, precocemente invecchiata, rimane ad accudire i figli di Alessi e Nunziata. Ciò che resta della famiglia fa visita a Padron 'Ntoni all'ospedale per informarlo che la Casa del Nespolo è di nuovo nelle loro mani. Questa è l'ultima gioia per il vecchio pescatore, che muore però prima di poter fare ritorno a casa. Una sera, dopo aver scontato la pena, 'Ntoni ritorna a casa, ma solo per salutare e scusarsi. Consapevole di non poter più vivere lì a causa del suo passato e di aver rinnegato i valori della sua famiglia, abbandona definitivamente il paese natale.

## L'opera
Tutta la narrazione si svolge nel tardo Ottocento ad Aci Trezza, piccolo paese della Sicilia orientale.
Si può dividere l'intera opera fondamentalmente in tre parti:
- La prima parte (capitoli I-IV) inizia con la presentazione dei membri della famiglia Toscano, in ordine di età, alla quale seguono la partenza di 'Ntoni per il servizio militare, lo sfortunato affare dei lupini e la morte di Bastianazzo. È questo elemento scatenante a rompere l'"equilibrio" pre-esistente e dare inizio alla vicenda. I funerali di Bastianazzo sono l'occasione, per Verga, di presentare i personaggi del romanzo e l'ambiente popolare contestualmente ai fatti narrati, secondo la tecnica della regressione teorizzata dell'autore.
- Nella seconda parte (capitoli V-X) assistiamo al continuo declino della famiglia dovuto alle conseguenze dello sfortunato affare dei lupini, in particolare la perdita della Casa del Nespolo e il trasferimento nella casa del beccaio. Si ha parallelamente un progressivo sgretolamento del nucleo famigliare, con la morte di Luca, il degrado morale di ‘Ntoni e la quasi morte di Padron 'Ntoni.
- La terza ed ultima parte (capitoli XII-XV) inizia dopo un capitolo di transizione (il XI), in cui 'Ntoni si trasferisce temporaneamente in città cercando di far fortuna, dopo la morte della madre Maruzza. Qui viene narrata la caduta definitiva della famiglia, con la vendita della barca da parte di Padron 'Ntoni, che inizia a lavorare a giornata da Padron Cipolla e il ritorno di 'Ntoni che, ancora più povero, si dà al contrabbando. 'Ntoni accoltella don Michele finendo in prigione, il suo avvocato getta discredito sulla famiglia rivelando una presunta relazione tra Don Michele e Lia, che fugge verso la città, mentre Padron ‘Ntoni cade in depressione e infine muore. La conclusione vede il riscatto della Casa del Nespolo e la parziale ricomposizione del nucleo familiare ad opera di Alessi. Alla "riconsacrazione" della Casa del Nespolo (L. Russo) segue però la consapevolezza che nulla potrà essere come prima: la partenza di 'Ntoni (che, tornato a casa, sente di non poter più fare parte del mondo che ha rinnegato), segna infatti un distacco definitivo, provocato dall'irrompere dei "tempi nuovi" (la modernità) nel mondo contadino siciliano.

### L'ambientazione

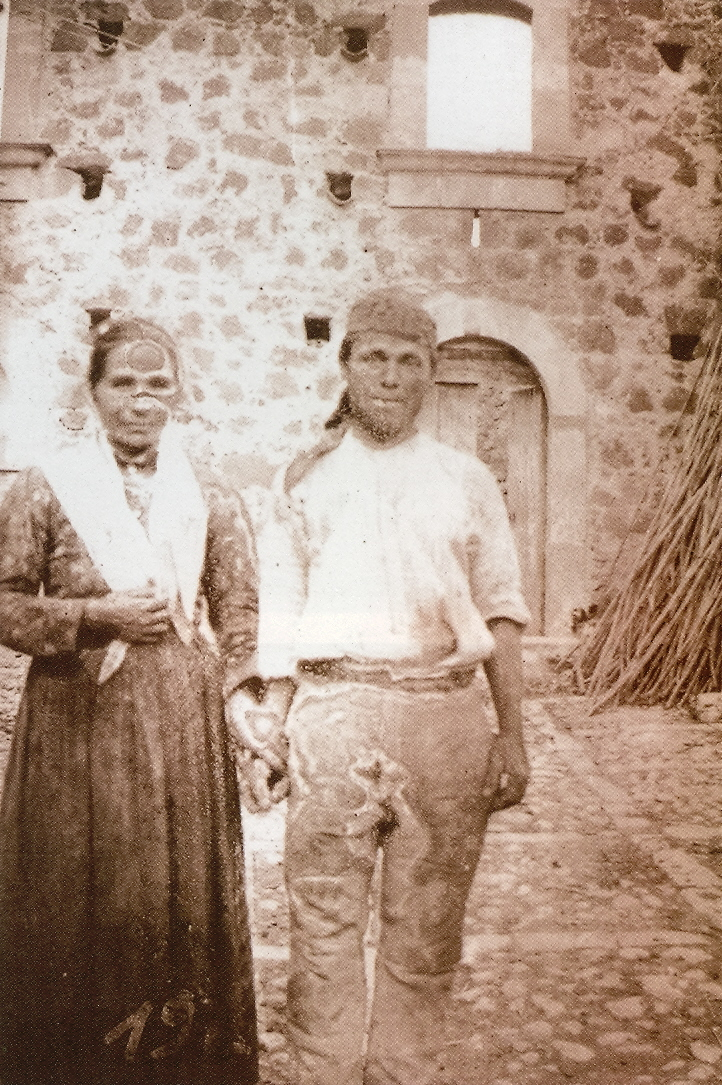
Una foto scattata da Verga, ritraente lavoratori siciliani, dai quali sono stati tratti i personaggi delle sue opere

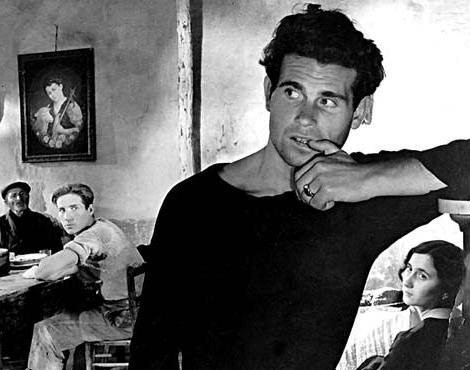
La famiglia Valastro nel film La terra trema di Luchino Visconti

Il romanzo è ambientato ad Aci Trezza, piccolo paesino del catanese. Alcuni luoghi del paese hanno una certa importanza nel racconto. La casa, focolare e rifugio domestico, rappresentata dalla "Casa del Nespolo" è un luogo molto importante per i personaggi che, avendo subito gravi perdite familiari, cercano almeno prima di conservare e poi, una volta persa, di riavere. Altri luoghi tipici sono la piazza, sede d'incontro e di pettegolezzo, l'osteria, luogo di perdizione, la farmacia di don Franco, dove gli uomini discutono di politica e di "rivoluzione", perdendo però tutto il loro coraggio e la loro baldanza quando temono di essere uditi dalle mogli.
Per quanto riguarda il tempo, il romanzo si ambienta nella seconda metà dell'800. Le attività sono scandite da alcune ricorrenze religiose o dall'alternarsi delle stagioni, tipici elementi della cultura contadina. La mentalità, il punto di vista che predomina nel romanzo è quello dei pescatori, degli “umili”, e lo Stato appare come un nemico, che opprime il popolo con il suo servizio di leva, la sua falsa giustizia e le sue tasse eccessive e arbitrarie.

### I personaggi
- Padron 'Ntoni: è il capofamiglia dei Malavoglia, anziano e saggio pescatore. Si esprime spesso attraverso proverbi e vecchi detti. Sarà proprio il mancato rispetto del proverbio da lui ripetuto: "Fai il mestiere che sai, che se non arricchisci camperai" a dare inizio alla rovina economica della famiglia, quando tenta la via del commercio con lo sventurato affare dei lupini.
- Bastianazzo: figlio di Padron 'Ntoni e marito della Longa, muore in viaggio con la Provvidenza mentre trasporta il carico di lupini.
- 'Ntoni: nipote primogenito di padron 'Ntoni, è un ragazzo irrequieto e ribelle, incapace di sopportare la difficile condizione della sua famiglia. Solo dopo la pena scontata in carcere e il dolore per la fuga della sorella Lia, capirà a fondo quei tradizionali valori di attaccamento e di accettazione delle proprie origini, predicati da suo nonno e identificabili nella vita di paese, rendendosi al contempo conto però di non poter più far parte di quella vita. Ritratto di Verga

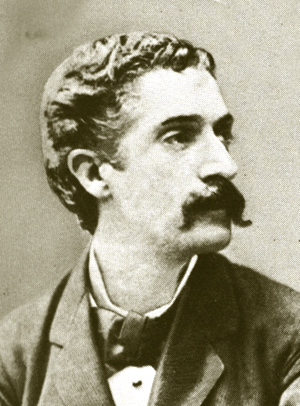
Ritratto di Verga

- Luca: secondogenito di Bastianazzo e della Longa, è più responsabile di 'Ntoni e degli altri fratelli. Arruolato di leva, muore nel corso della battaglia di Lissa.
- Maruzza: moglie di Bastianazzo, soprannominata la Longa. Dopo le perdite del marito Bastianazzo e del figlio Luca, è la terza in casa Toscano a morire, quando, già fiacca e indebolita dai lutti familiari, è colpita dal colera.
- Mena: detta Sant'Agata, è la terza figlia, semplice, operosa, dedita alla famiglia. Inizialmente promessa sposa al ricco Brasi Cipolla, dopo la rovina della famiglia il matrimonio non si può più fare e rinuncia anche al suo amore per Alfio Mosca. Resta infine con il fratello Alessi e la cognata Nunziata ad occuparsi della riscattata Casa del Nespolo e dei loro figli, custodendo simbolicamente i valori della famiglia e della tradizione, dei quali Verga ne fa la compiuta personificazione.
- Alessi: fratello minore di 'Ntoni e Luca. Per quanto di età giovanissima all’inizio della storia, si presenta subito incline ad apprendere il sapere ancestrale di Padron 'Ntoni, dimostrando interesse per i suoi proverbi e la sua esperienza marinara. Toccherà a lui il ruolo di "ponte" tra il passato idillico di Padron 'Ntoni e la modernità dei tempi post-unitari: sposando la vicina Nunziata e riscattando casa del nespolo, ricostruirà la famiglia Malavoglia, sostituendo il nonno nel ruolo di patriarca.
- Lia: la più piccola della famiglia Malavoglia, "vanerella come il fratello" 'Ntoni. In seguito alla caduta in disgrazia della propria famiglia, perduta la reputazione e l'onore, emigrerà per diventare una prostituta, venendo così schiacciata dalla modernità, a differenza di Alessi, saldamente ancorato ai valori aviti.
- Alfio Mosca: onesto lavoratore, è un carrettiere che possiede un asino e, in seguito, un mulo. Si innamora di Mena, che ricambia, ma i due non possono sposarsi perché Alfio è povero. Alfio tornerà ad Aci Trezza otto anni dopo la sua partenza, ma ancora Mena si opporrà a maritarsi con lui, sebbene i Malavoglia non siano più "padroni", per via della sua età ormai avanzata e della situazione della sorella.
- Zio Crocifisso: detto anche "Campana di legno" per via delle sue continue lamentele e del suo perenne pessimismo, è l'usuraio del paese, vecchio e avaro, protagonista di "negozi" e proprietario di barche e case. È zio della Vespa, che sposerà soltanto per appropriarsi della sua chiusa, ma il matrimonio si rivelerà per lui un inferno, poiché la moglie dilapiderà in breve tempo il patrimonio da lui costruito in una vita interamente trascorsa ad accumulare denaro.
- Compare Agostino Piedipapera: sensale di pochi scrupoli, zoppo, immischiato nella vicenda del contrabbando. Si rende responsabile della rovina economica dei Malavoglia, fingendo di acquistare il credito che Padron 'Ntoni deve a zio Crocifisso e costringendo così la famiglia a lasciare la Casa del Nespolo.
- La Locca: sorella di zio Crocifisso, vedova, è una vecchia demente e fuori di senno, che vaga perennemente per il paese alla ricerca del figlio Menico, morto in mare assieme a Bastianazzo. È madre di un altro ragazzo mai nominato, chiamato semplicemente il "figlio della Locca". Dopo l'arresto di quest'ultimo, è mandata all'ospizio dei poveri.
- Turi Zuppiddu: vicino di casa dei Malavoglia, svolge il mestiere di calafato, ovvero ripara le barche. Sua moglie Comare Venera, a volte chiamata la Zuppidda (così come anche la figlia in un paio di circostanze), è la pettegola del paese. Essi hanno una sola figlia, Barbara, che 'Ntoni sogna inizialmente di sposare, ma a causa delle sciagure che colpiscono i Malavoglia, questa opportunità sfuma.
- Grazia Piedipapera: moglie di Tino Piedipapera; è una donna pettegola ma molto toccata e impietosita dalla sorte dei Malavoglia.
- Cugina Anna: cugina di Zio Crocifisso e amica dei Malavoglia; è rimasta vedova con tanti figli da crescere, tra cui Rocco Spatu.
- Nunziata: altra vicina e amica dei Malavoglia. Rimasta sola a crescere i suoi fratellini in giovane età, dopo la partenza di suo padre per Alessandria d'Egitto, da grande sposerà Alessi.
- La Santuzza: ostessa del paese, sarà la causa del litigio tra 'Ntoni e Don Michele, pur essendo l'amante di massaro Filippo. Suo padre, zio Santoro, sta sempre fuori dall'osteria a chiedere l'elemosina.
- Vanni Pizzuto: barbiere del paese, entrerà nel giro del contrabbando.
- Don Franco: speziale del paese, rivoluzionario, nella sua bottega spesso avvengono discussioni in cui si parla di politica. Sua moglie è chiamata La Signora.
- Massaro Filippo: assiduo frequentatore dell'osteria, ha una relazione con la Santuzza.
- Mariano Cinghialenta: carrettiere, assiduo frequentatore dell'osteria, entrerà nel giro del contrabbando.
- Rocco Spatu: figlio maggiore della cugina Anna, assiduo frequentatore dell'osteria, quasi sempre ubriaco, entrerà anch'egli nel giro del contrabbando.
- Don Michele: brigadiere del paese, assiduo frequentatore dell'osteria, verrà cacciato e poi richiamato dall'osteria dalla Santuzza e per questo motivo sarà accoltellato da 'Ntoni durante una retata anti-contrabbando.
- Mastro Croce Callá: sindaco del paese, comandato da sua figlia Betta.
- Compare Mangiacarrubbe: pescatore, frequentatore dell'osteria. Ha una figlia, la Mangiacarrubbe, che sta sempre alla finestra ad aspettare un marito.
- Don Giammaria: sacerdote del paese, ha una sorella, Donna Rosolina, che abita con lui.
- Don Silvestro: segretario comunale del paese; è lui che praticamente esercita il potere al posto del sindaco.
- Mastro Cirino: sagrestano, inserviente comunale, portalettere e calzolaio del paese.
- Padron Fortunato Cipolla: ricco del paese, proprietario di numerose vigne e terreni e anche di una barca. Ha un figlio bietolone, Brasi, che vuole far sposare con Mena Malavoglia, ma dopo la morte di Luca l'affare salta.
- Don Ciccio: medico del paese.
- Zio Cola: pescatore e proprietario di una barca.
- Barabba: pescatore che lavora sulla barca di Padron Fortunato Cipolla.
- Peppi Naso: macellaio del paese, molto ricco.
- Avvocato Scipioni: avvocato a cui si rivolgono i Malavoglia per la questione della casa del nespolo; è anche l'avvocato difensore di 'Ntoni durante il processo per la coltellata a Don Michele.
- La Vespa: nipote dello Zio Crocifisso, che in seguito sposerà.

### La visione pessimistica
L'autore sottolinea come le disgrazie si succedano l'una dopo l'altra fino ad affondare le sorti di una famiglia intera, che non può fare altro che subirle con rassegnazione. Quella in questione è una famiglia di tipo patriarcale con due capisaldi: Padron ‘Ntoni e l'imbarcazione "La Provvidenza".
Il primo è il senex, il galantuomo, custode della saggezza; si ricordino, a tal proposito, i tantissimi proverbi sciorinati in ogni momento. È possibile ipotizzare che l'autore, attraverso queste manifestazioni della cultura del popolo, esprima il proprio giudizio e le proprie opinioni: egli comunica con il lettore attraverso i detti e le sentenze.
La seconda, la barca, è la fonte di guadagno, simbolo della vita: in essa sono racchiuse le speranze di una buona pesca e quindi della sopravvivenza. Il nome beneaugurante si tramuta poi, con amara ironia, nel simbolo della condizione infelice della famiglia.

### Temi principali
I temi principali sono gli affetti familiari e le prime irrequietudini per il benessere (cfr. Prefazione).
Come anticipato nella novella Fantasticheria, emerge il cosiddetto ideale dell'ostrica: così come le ostriche, se staccate dallo scoglio che consente loro di sopravvivere, muoiono, così i personaggi, allontanandosi dal modello di vita consueto per migliorare le proprie condizioni, finiscono per soccombere (come 'Ntoni e Lia). Soltanto quelli che si adattano alla loro condizione possono salvarsi (è il caso di Alessi e di Mena).

#### La famiglia
Giovanni Verga torna più e più volte su un tema preciso: quello dell'attaccamento alla famiglia, al focolare domestico, alla casa. È quindi facile comprendere i sentimenti di amarezza e dolore di chi è costretto a vendere la propria abitazione per pagare i debiti di un affare sfortunato, come nel caso dei Malavoglia. Il bene della famiglia sembra il supremo valore: è questo il principale senso dell'ideale dell'ostrica. 
Per i Malavoglia la "roba" consiste nella Provvidenza e nella Casa del Nespolo. Quando entrambe vanno perdute, i membri della famiglia sentono di aver perduto le radici stesse della loro esistenza. Solo alla fine del romanzo, Alessi riesce a recuperare la casa e, con essa, il legame con il passato e gli affetti familiari.

#### L'economia
Giovanni Verga riprende più volte il discorso economico, anche nelle tragedie familiari. Quando, ad esempio, muore Bastianazzo, la prima ed ultima cosa che si dice è che la barca era carica di lupini: il fattore economico è quindi molto importante. Inoltre, Verga vuole sottolineare la differenza tra la malizia del popolo e la famiglia operosa. Difatti è il popolo a pensare che Padron 'Ntoni si preoccupi dei lupini, quando quest'ultimo è afflitto per il figlio. I Malavoglia, durante tutto il romanzo, sono tesi a recuperare la condizione economica iniziale, o a migliorarla. L'economia del paese è chiusa e di tipo feudale: le classi sociali sono immobili e non è lasciata nessuna possibilità alla libera iniziativa, come dimostra l'investimento nei lupini avariati, semi della leguminosa Lupinus albus, diffusi e consumati nel catanese, coltivati e lavorati sulle colline che sovrastano Aci Trezza e citati dallo stesso Verga anche nella novella La roba (Ei andava a vantare, per esempio, la fertilità di una tenuta la quale non produceva nemmeno lupini).

### Lo stile
Nello stile di Verga bisogna ricordare la frequenza dei dialoghi. Mescolando il discorso diretto, quello indiretto e il discorso indiretto libero, Verga assume nella lingua italiana modi tipici del parlato siciliano, avvicinandovisi con intenti veristi. Questo stile narrativo ci permette di identificare i personaggi del romanzo come esseri profondamente legati al proprio paese e alla propria casa. Contemporaneamente, la coralità del parlato permette allo scrittore di non comparire mai in primo piano con i propri giudizi, lasciando campo libero alle interpretazioni proprie del lettore, posto di fronte ad un fatto oggettivo.

## I Malavoglia al cinema e il seguito moderno

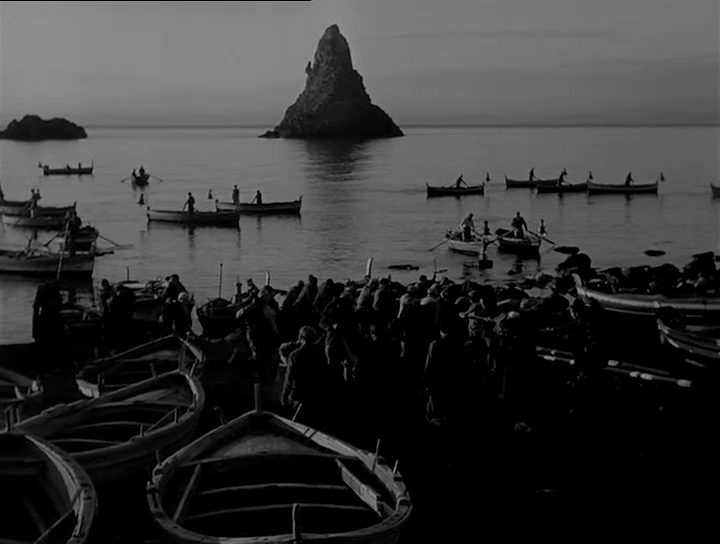
Uno scorcio del mare di Aci Trezza, dal film La terra trema di Luchino Visconti.

- I Malavoglia offrì lo spunto per il film La terra trema (1948) di Luchino Visconti.
- A I Malavoglia si ispira anche Malavoglia (2010) di Pasquale Scimeca, ambientato in epoca differente.
- Lia Malavoglia diventa protagonista del romanzo Lia, l'altra faccia dei Malavoglia di Andrea K. Lanza, edito da Edikit nel 2024, ambientato però tra il 1868 e il 1870. L'opera appartiene al genere Pulp con rimandi al romanzo d'appendice e vede la giovane Lia Malavoglia tornare ad Aci Trezza dopo molti anni in cerca di vendetta.

## Edizioni
- I Vinti. I Malavoglia, Milano, Fratelli Treves, 1881.
- I Malavoglia, con cronologia della vita di Verga e dei suoi tempi, introd., bibliografia e antologia critica, Collana Oscar settimanali n.13, Milano, Arnoldo Mondadori Editore, 1965.
- I grandi romanzi (I Malavoglia. Mastro-don Gesualdo, Prefazione di Riccardo Bacchelli. Testo e note a cura di Ferruccio Cecco e Carla Riccardi, Collana I Meridiani, Milano, Mondadori, 1972.
- I Malavoglia, Cronologia, introd. e note di Giulio Carnazzi, con un saggio di Leo Spitzer, BUR, Milano, Rizzoli, 1978.
- I Malavoglia, a cura di Carla Riccardi, Collana Oscar Narrativa n.180, Milano, Arnoldo Mondadori Editore, 1981, ISBN 88-04-52519-3.
- I Malavoglia, a cura di Tommaso Di Salvo, Bologna, Zanichelli, 1990, ISBN 978-88-080-6664-0.
- Romanzi e Racconti, a cura di Enrico Ghidetti, vol. 2, I Malavoglia, Mastro-don Gesualdo 1888-1889, Il marito di Elena, Firenze, Sansoni, 1993.
- I Malavoglia, Testo critico e commento di Ferruccio Cecco, Collana NUE n. 218, Torino, Einaudi, 1995, ISBN 978-88-061-2418-2.
- I Malavoglia, con postfazione e a cura di Giuseppe Pontiggia, Milano, Frassinelli, 1997, ISBN 88-7684-442-2.
- I Malavoglia, edizione critica a cura di Ferruccio Cecco, Collana Edizione Nazionale delle Opere di Giovanni Verga, Novara, Interlinea edizioni, 2014, ISBN 978-88-8212-900-2.